# The Power of Good-Bye
Singles de Madonna
Drowned World/Substitute for Love
(1998) Nothing Really Matters
(1999)
Pistes de Ray of Light
Frozen
(9) To Have and Not to Hold
(11)
The Power of Good-Bye est une chanson pop interprétée par la chanteuse américaine Madonna et coécrite avec Rick Nowels pour son septième album studio Ray of Light (1998). Elle a été produite par Madonna, William Orbit et Patrick Leonard. Elle a été réalisée à l'automne 1998 (voir 1998 en musique), et s'est classée numéro 1 au Mexique, ainsi que dans le top 10 au classement britannique et au Canada.

## Informations
Musicalement, The Power of Good-Bye utilise des instruments à cordes et un son proche de la musique électronique, reflètant une impression de calme et de sérénité. En ce qui concerne les paroles, certaines sources affirment que la chanson serait à propos de Sean Penn avec lequel Madonna fut mariée de 1985 à 1989.
The Power of Good-Bye se hissa rapidement dans les charts, notamment au Royaume-Uni, restant neuf semaines dans le top des singles, et se vendant à plus de 180 000 exemplaires. La chanson eu également un succès relatif au Mexique, au Canada, en Allemagne, au Japon et aux États-Unis où elle atteint la onzième place. Le succès de la chanson permis à l'album Ray of Light de se maintenir dans les meilleures ventes plus de 7 mois après sa réalisation, surtout en Europe. Madonna interprètera The Power of Good-Bye à la télévision britannique mais également sur TF1.

## Clip vidéo
Le clip vidéo de The Power of Good-Bye a été réalisé par Matthew Rolston et filmé du 8 au 10 août 1998 à Los Angeles en Californie. On y observe Madonna se balader le long d'une plage et jouer à une partie d'échec avec l'acteur croate Goran Višnjić. Tout au long de la vidéo, différentes scènes montrent Madonna s'asseoir, chanter et danser voluptueusement devant un rideau. La couleur dominante du clip est le bleu.
Le clip fut pour la première fois diffusé sur la chaîne musicale américaine MTV le 10 septembre 1998, peu de temps après le démarrage des MTV Video Music Awards. La vidéo suscita une légère polémique due à sa fin où les fans de Madonna affirment que la chanteuse se suicide en se jetant dans l'océan.
- Réalisateur : Matthew Rolston
- Producteur : Nicola Doring
- Directeur de la photographie : Pascal Lebegue
- Editeur : Dustin Robertston

## Versions
| US 7" vinyl (7-17160) US cassette single (9 17160-4) - A "The Power Of Good-Bye" (Album Version) — 4:10 - B "Mer Girl" — 5:32 US promo CD single (PRO-CD-9499-R) 1. "The Power Of Good-Bye" (Dallas' Low End Mix) — 4:34 2. "The Power Of Good-Bye" (Album Version) — 4:10 US CD single (9 17160-2) 1. "The Power Of Good-Bye" (Album Version) — 4:10 2. "Mer Girl" — 5:32 JP Maxi-CD (WPCR-2297) AU Maxi-CD (9362 44591 2) 1. "The Power Of Good-Bye" — 4:13 2. "The Power Of Good-Bye" (Dallas' Low End Mix) — 4:34 3. "The Power Of Good-Bye" (Luke Slater's Super Luper) — 8:45 4. "The Power Of Good-Bye" (Luke Slater's Filtered Mix) — 6:07 5. "The Power Of Good-Bye" (Fabien's Good God Mix) — 8:22 | EU 12" vinyl (9362 44590 0) - A1 "The Power Of Good-Bye" (Dallas' Low End Mix) — 4:34 - A2 "The Power Of Good-Bye" (Luke Slater's Super Luper) — 8:45 - B1 "The Power Of Good-Bye" (Fabien's Good God Mix) — 8:22 - B2 "The Power Of Good-Bye" (Album Version) — 4:10 EU CD single (9362 17121 9) 1. "The Power Of Good-Bye" (Album Version) — 4:10 2. "Little Star" — 5:18 UK promo CD single (W459CDDJ) 1. "Little Star" — 5:18 UK Maxi-CD (9362 44598 2) GR CD single (9362 44592-2) 1. "The Power Of Good-Bye" (Album Version) — 4:10 2. "Little Star" — 5:18 3. "The Power Of Good-Bye" (Dallas' Low End Mix) — 4:34 |

## Classement et Certifications
| Chart (1998)                                              | Meilleure position |
| --------------------------------------------------------- | ------------------ |
| Australia ARIA Singles Chart                              | 33                 |
| Austrian Singles Chart                                    | 4                  |
| Belgian Flemish Ultratop 50                               | 31                 |
| Ultratop 40                                               | 20                 |
| Canadian Singles Chart                                    | 6                  |
| Dutch Top 40                                              | 6                  |
| Eurochart Hot 100 Singles                                 | 2                  |
| Finnish Singles Chart                                     | 4                  |
| French SNEP Singles Chart                                 | 21                 |
| German Singles Chart                                      | 4                  |
| Irish Singles Chart                                       | 23                 |
| Italian Singles Chart                                     | 8                  |
| Japanese Oricon International Singles                     | 7                  |
| New Zealand RIANZ Singles Chart                           | 25                 |
| Spanish Singles Chart                                     | 2                  |
| Swedish Singles Chart                                     | 3                  |
| Swiss Singles Chart                                       | 8                  |
| UK Singles Chart                                          | 6                  |
| U.S. Billboard Hot 100                                    | 11                 |
| U.S. Billboard Billboard Hot 100 Airplay\|Hot 100 Airplay | 26                 |
| U.S. Billboard Hot 100 Singles Sales                      | 13                 |
| U.S. Billboard Adult Contemporary                         | 14                 |

| Pays      | Certification | Ventes  |
| --------- | ------------- | ------- |
| Autriche  | Or            | 20,000  |
| Allemagne | Or            | 250,000 |
| Suède     | Or            | 20,000  |